# Николсон, Гарольд
Га́рольд Джеймс Ни́колсон (англ. Harold James Nicholson, родился 17 ноября 1950 года) —  капитан Армии США и сотрудник ЦРУ в 1980—1996 годах, завербованный Службой внешней разведки Российской Федерации после ареста ранее завербованного Россией Олдрича Эймса. В течение двух лет (с 1994 по 1996 годы) Николсон передавал российской разведке информацию обо всех офицерах американской разведки, находившихся на территории России, и всех студентах школы ЦРУ в Виргинии. В 1996 году он был раскрыт, признан виновным по обвинению в шпионаже и приговорён к 23 годам лишения свободы. Арест Николсона, по словам писателя Теннента Бэгли, вскрыл недостатки в деятельности ЦРУ.
Николсон стал самым высокопоставленным сотрудником ЦРУ, осуждённым когда-либо за шпионаж; единственным сотрудником американской внешней разведки, которому дважды предъявляли обвинения в государственной измене, единственным осуждённым американским разведчиком, который временно покидал места лишения свободы для дачи показаний, и единственным сотрудником ЦРУ, для ареста которого пришлось проводить операцию непосредственно в стенах штаб-квартиры ЦРУ в Лэнгли.

## Служба в армии США и ЦРУ
Гарольд Джеймс Николсон родился 17 ноября 1950 года в Вудберне (штат Орегон) в семье офицера военно-воздушных сил США Марвина Николсона и его супруги Бетти, позже переехавших в Юджин. Детство и юность он провёл в постоянных переездах между военными базами и гарнизонами, где служил его отец. В 1973 году Николсон окончил географический факультет университета штата Орегон, после чего поступил на службу в Армию США. Проходил службу в 101-й воздушно-десантной дивизии и дослужился до звания капитана отряда Разведывательного управления армии США. 20 октября 1980 года имевший тогда ещё звание лейтенанта ВВС Николсон был завербован ЦРУ и начал участие в операциях против разведывательных служб иностранных государств (в первую очередь против СССР, после его распада — против Российской Федерации). В 1982—1985 годах работал в резидентуре внешней разведки в Маниле, где установил связь с советскими официальными лицами, которых разрабатывало ЦРУ на возможность вербовки. В Маниле от своего руководства Николсон и его молодой напарник за успешную работу получили соответствующие прозвища «Бэтмен» и «Робин». Норберт Гарретт, начальник резидентуры ЦРУ в Маниле, в 1998 году в интервью журналу GQ высоко оценивал Николсона и его напарника, говоря об их отличном имидже, агрессивности, энергичности и неутомимости. У Гарольда к тому моменту сложилась репутация любителя рискованных заданий. В 1985—1987 годах он был сотрудником резидентуры ЦРУ в Бангкоке, откуда через территорию Камбоджи отправлялся для осуществления шпионской деятельности за вьетнамцами. в 1987—1989 годах — сотрудник резидентуры ЦРУ в Токио, в 1990—1992 годах — глава резидентуры ЦРУ в Бухаресте.
Гарольд был женат (супруга — Лора, также выпускница университета штата Орегон), в браке родились трое детей — сыновья Джереми и Нэтан и дочь Стар. Несмотря на то что его карьера складывалась весьма успешно, у него начались конфликты с женой, которая была недовольна переездами мужа с места на место и отказывалась появляться в Бухаресте на дипломатических приёмах с мужем. В конце 1992 года Николсона отозвали из Бухареста и направили в Куала-Лумпур (Малайзия), где он был заместителем начальника и главой отдела операций в резидентуре ЦРУ. Лора отказалась следовать за Гарольдом, что дало трещину их браку, и Николсон начал бракоразводный процесс, получив право опеки над детьми. В августе 1994 года он окончательно развёлся. С февраля 1994 года и до июля 1996 года Николсон работал инструктором в секретном учебном центре ЦРУ в Кэмп-Пири (Вильямсбург, штат Виргиния), известном под псевдонимом «Ферма» (англ. The Farm), где занимался обучением будущих американских разведчиков обмену информацией. В июле 1996 года назначен начальником отдела в Контртеррористическом центре при Оперативном директорате штаб-квартиры ЦРУ в Лэнгли, его зарплата примерно составляла 73 тысячи долларов США.

## Начало работы на СВР
Согласно словам Николсона, на его последующие действия после перевода на «Ферму» повлияли ряд факторов, которые он назвал «комбинацией алчности, эгоизма, отчаяния и ненависти к своему начальству» (англ. combination of greed, ego, desperation, and anger at agency bosses). Его разорили расходы на бракоразводный процесс, также ему необходимо было содержать своих троих детей и новую возлюбленную, с которой он встретился в Таиланде — девушку из богатой колумбийской семьи, очень любившую роскошь; наконец, ему отказали в продлении его командировки в Малайзии на один год, где у него гарантированно было бы бесплатное жильё с бассейном и домработницей. В феврале 1994 года Николсон узнал об аресте Олдрича Эймса и о своём назначении старшим преподавателем в школу ЦРУ под Вильямбсургом: по словам прокурора Тома Коннолли, который расследовал дело Николсона, Гарольд расценил этот перевод как понижение и затаил обиду на руководство ЦРУ. Всё это привело к тому, что он пошёл на контакт с российской разведкой, желая доказать свою профпригодность.
Согласно данным ФБР, весной 1994 года в Куала-Лумпуре Николсон провёл четыре встречи с сотрудниками СВР РФ в последние месяцы своего пребывания, из них три встречи прошли на территории Посольства России в Малайзии. Все встречи с русскими дипломатами в посольстве проводились именно с разрешения ЦРУ, о них своему руководству также докладывал Николсон. Условием сотрудничества было денежное вознаграждение в обмен на секретные материалы спецслужб США, к которым Николсон имел доступ по роду своей деятельности. С июня 1994 по 16 ноября 1996 года Николсон передавал русским разведчикам ценные документы о национальной обороне США (в том числе фотокопии документов), а также ценную информацию о резидентуре ЦРУ в Москве и секретную информацию о конфликте в Чечне. Во всех сообщениях, которые он оставлял, он подписывался псевдонимом «Невил Р. Стрейчи» (англ. Nevil R. Strachey), который представлял собой игру слов — частичную анаграмму слов «evils» (с англ. — «злодеяния») и «treachery» (с англ. — «предательство»). Считается, что Николсон встречался с агентами СВР в Нью-Дели, Джакарте, Цюрихе и Сингапуре, продавая им за десятки тысяч долларов засекреченную информацию.
30 июня 1994 года Николсон телеграфом перевёл 12 тысяч долларов на счёт в банке SELCO Community Credit Union в Юджине (штат Орегон), чтобы оплатить развод с женой. Уже тогда сотрудники ЦРУ и ФБР заподозрили что-то неладное в деятельности Николсона, поскольку не смогли отследить законный источник перевода. С 9 по 31 декабря 1994 года Николсон находился за пределами США, проводя отпуск в Таиланде и переведя на свой счёт в банке около 28 тысяч долларов США, а с 17 июня по 1 июля 1995 года он снова проводил отпуск в Куала-Лумпуре (Малайзия) и положил на счёт ещё почти 24 тысячи долларов. 18 декабря 1995 года он снова вылетел в Таиланд, по возвращении откуда перевёл на несколько счетов 26 900 долларов США. В ЦРУ тем временем сделали вывод, что даже после ареста Эймса утечка секретной информации к русским не прекратилась, и начали искать «крота».

## Начало оперативной разработки ФБР
В связи с арестом Эймса с октября по декабрь 1995 года с целью повышения безопасности среди сотрудников проводились тесты на полиграфе, а всех их обязали предоставлять декларации о доходах. В частности, Николсон указал в декларации сумму доходов в 73 тысячи долларов США как оклад от ЦРУ, однако его руководство не устроили такие объяснения. Гарольд трижды проходил проверку на детекторах лжи (16 октября, 20 октября и 4 декабря 1995 года) и все три раза проваливался. На вопросы «Был ли у Вас запрещённый контакт с разведывательными службами других стран?» (англ. Have you had unauthorized contact with a Foreign Intelligence Service?) и «Был ли после 1990 года у Вас контакт с разведывательными службами других стран, который вы пытаетесь скрыть от ЦРУ?» (англ. Since 1990, have you had contact with a Foreign Intelligence Service that you are trying to hide from the CIA?) он ответил «Нет», однако полиграф показал, что с высокой долей вероятности Николсон лгал. Организатор эксперимента со стороны ЦРУ заметил, что Николсон глубоко дышал перед контрольными вопросами, и испытуемому даже сделали предупреждение.
С января 1996 года ФБР вело оперативную разработку, анализируя данные о путешествиях Николсона в Таиланд, Малайзию и Сингапур. Сотрудникам ФБР удалось установить связь между частыми личными заграничными поездками Николсона и поступлениями крупных сумм на его счета. 17 марта в ФБР поступил запрос от имени сотрудника Службы внешней разведки России с просьбой предоставить информацию о деятельности исламских террористов, действовавших на территории самопровозглашённой Чеченской Республики Ичкерия: запрос был якобы частью международной операции, начатой руководством СВР, по сбору информации о Чечне. 26 апреля Николсон прибыл из тренировочного центра в штаб-квартиру ЦРУ и обратился к сотрудникам с просьбой передать ему информацию по Чечне якобы для того, чтобы подготовить тренировочное задание для учеников. Контрразведка заподозрила неладное, поскольку тема Чечни не входила в учебную программу, а вносить изменения в программу преподавателям запрещалось без согласования с руководством. Николсон же не замечал ничего подозрительного и продолжал тратить большие средства, поддерживая свой привлекательный образ: по словам его коллеги Кейтлин Хант (англ. Kathleen Hunt), Гарольд постоянно посещал солярий, модно одевался, стригся у лучших парикмахеров, размещал в своём кабинете все свои награды и призы и даже приклеил на стену плакат с собственным изображением, а сам неоднократно говорил, что ему не нравилось находиться в штабе и что жизнь за границей была намного дешевле, чем в США.

## Доступ к секретной информации
25 июня Николсон вылетел в Сингапур, остановившись в гостинице «Шангри-Ла»: за ним следили сотрудники наружного наблюдения ФБР, однако Николсон все дни своего пребывания постоянно оглядывался, пытаясь найти хоть какие-то следы слежки. Через двое суток, 27 июня, сотрудники ФБР проследили встречу Николсона с представителями российского посольства в Сингапуре, обнаружив американца в автомобиле с номерами российского посольства: в багажник автомобиля Николсон положил какой-то кофр. Эта встреча не была санкционирована ЦРУ, и Гарольд не запрашивал своё руководство об этом. После возвращения в США агенты установили, что Николсон перевёл на разные счета (в том числе в швейцарских банках) 20 тысяч долларов США, переведя 12 тысяч долларов сыну для приобретения автомобиля. Отследить легальный источник получения этих доходов в ФБР не смогли. Чтобы проверить подозрения в отношении Николсона, его назначили в июле 1996 года на руководящую должность в отделе по борьбе с международным терроризмом, не снимая с него негласное наблюдение: при этом Николсон до этого неоднократно обращался к руководству перевести его куда-нибудь за границу, но получал всякий раз отказ. 19 июля выяснилось, что Николсон пытался запросить доступ к базам данных ЦРУ по Восточной Европе, на использование которых у него не было разрешения, и получить информацию о чеченском конфликте.
Позже группой наружного наблюдения ФБР было установлено, что Николсон для связи с кураторами из СВР использовал поздравительные открытки или посылки, которые оставлял в общественных почтовых ящиках и подписывался именем «Невил Р. Стрейчи», оставляя также несуществующий адрес. 11 августа в результате обыска его машины сотрудники нашли его ноутбук, а после проверки выяснили, что Николсон хранил там секретные документы ЦРУ о чеченском конфликте и сотрудниках ЦРУ в Москве. На изъятой дискете была найдена информация под названием «Сообщения добровольных агентов о российских контактах», где были разведданные о российской банковской системе, попытках иностранных государств получить доступ к российской ракетной технологии, разработке нового оружия для подводных лодок и новых высокочастотных радаров. 3 ноября агенты ФБР провели обыск в кабинете Николсона, обнаружив более 40 документов с грифами «секретно» и «совершенно секретно», связанных с вооружёнными силами и спецслужбами Российской Федерации: у Николсона доступа к подобным документам номинально не было. 12 и 13 ноября на скрытую камеру были засняты кадры того, как Николсон, прячась под столом, фотографировал некие документы, а уже во время расследования дела Николсона один из сотрудников ЦРУ заявил буквально следующее: «Думаю, отныне ни один наш офицер не залезет под стол, даже если туда закатится его золотой Parker».

## Арест и суд
На ноябрь 1996 года у сотрудников ЦРУ намечались рейсы в ЮАР и Рим для встречи по вопросам антитеррористической деятельности. 4 октября Николсон сказал своему коллеге, что после завершения этих встреч намерен отправиться отдохнуть в Швейцарию, а 9 ноября он отправил открытку кураторам из СВР, предложив им встретиться в Швейцарии с 23 по 24 ноября. 16 ноября в аэропорту имени Алена Даллеса перед посадкой в самолёт Николсон был арестован ФБР: при обыске у него изъяли билет в Цюрих, десять микрофильмов и дискету с фотокопиями правительственных документов по России и Чечне с грифом секретности и данными об учениках школы ЦРУ, учившихся у Николсона. Операцией по аресту Николсона руководил один из высокопоставленных сотрудников ЦРУ Джон Р. Магуайр (англ. John R. Maguire), проработавший в полиции Балтимора 7 лет, сотрудничавший с ЦРУ на протяжении 14 лет и неоднократно участвовавший в миссиях на Ближнем Востоке. После того, как он согласился на участие в операции, ему показали фото Николсона, сказав: «У нас объявился ещё один Эймс, и нам надо его сцапать» (англ. We have another Ames, and we have to catch him). Считается, что назначение Николсона на должность главы Контртеррористического центра было частью оперативной игры ЦРУ, в ходе которой Николсон должен был включить Магуайра в свою команду.
18 ноября 1996 года в Федеральном окружном суде города Александрия (штат Виргиния) Гарольду Николсону предъявили три обвинения, в том числе в заговоре с целью осуществления шпионажа. Отрицавший первоначально все обвинения, 28 февраля 1997 года Николсон дал показания и признал себя виновным в заговоре с целью шпионажа. По словам, он получил сумму в 180 тысяч долларов США от Службы внешней разведки России в обмен на предоставление секретной документации в 1994—1996 году. На допросе Николсон заявил следующее: «Я решил, что если они потеряли столь важного агента, им необходима адекватная замена». Николсон подразумевал Олдрича Эймса, после ареста которого СВР потребовались новые агенты. Последующие подсчёты повысили сумму вознаграждений, переданных Николсону, сначала до 200 тысяч, а потом и до 300 тысяч долларов США. В частности, Николсон предоставил русской разведке информацию обо всех офицерах разведки США, находившихся на территории Российской Федерации, и данные студентов школы ЦРУ — выпускников 1994, 1995 и 1996 годов. Среди этих студентов были и те, кто обучался лично у Николсона, вследствие чего в ЦРУ признали, что использовать этих людей за рубежом без риска для их жизней уже нельзя, поскольку данные о них уже попали в руки СВР. 
Николсону грозили серьёзные тюремные сроки вплоть до пожизненного лишения свободы или даже смертной казни. Прокуратура просила приговорить Николсона к 23 годам и 7 месяцам лишения свободы: в таком случае Николсон мог оказаться на свободе незадолго до своего 70-летия. Адвокат Николсона, Джонатан Шапиро, просил приговорить своего подзащитного к 21 году и 10 месяцам лишения свободы: в качестве смягчающего вину обстоятельства указывали характеристики Николсона на момент его службы в Армии США в звании капитана, а также все личностные характеристики, данные ЦРУ за 14 лет работы Николсона (в том числе и в период работы на СВР). 5 июня 1997 года Федеральный окружной суд во главе с судьёй Джеймсом Кэчерисом приговорил Гарольда Джеймса Николсона к 23 годам и 7 месяцам лишения свободы. От пожизненного лишения свободы или смертной казни Николсона спасло сотрудничество со следствием. Наказание Николсон отправился отбывать в тюрьму в федеральном исправительном учреждении в Шеридане, а его детей после краткосрочного пребывания у первой жены Гарольда, Лоры, отправили жить к родителям Николсона в Юджин (штат Орегон) после вынесения приговора.
Николсон считается самым высокопоставленным сотрудником ЦРУ, осуждённым за шпионаж: хотя ущерб, нанесённый Николсоном американским спецслужбам, по мнению ряда специалистов, был намного меньше, чем ущерб, нанесённый Олдричем Эймсом, директор ЦРУ Джордж Тенет, выступая в суде, заявил, что полный объём ущерба, нанесённый американской разведке, невозможно будет установить никогда.

## Арест сына Нэтана
В конце 2008 года был арестован его младший сын Натаниэль «Нэтан» Николсон (англ. Nathan Nicholson), которого обвинили в посредничестве в преступной деятельности отца. Полиция заявила, что Гарольд Джеймс Николсон использовал Натаниэля в качестве посредника для получения суммы в 47 тысяч долларов США от сотрудников российской разведки в Мексике, Перу и на Кипре в качестве вознаграждения за передачу секретных данных о ЦРУ. По мнению полиции, российская разведка не вычёркивала Николсона-старшего из списков и надеялась заполучить от него информацию о том, как его разоблачили и что известно следствию о российской шпионской сети в США. Нэтан посещал своего отца регулярно с момента окончания судебного следствия.
Нэтан, отчисленный из университета штата Орегон, пытался пойти по стопам отца и также стать военным, однако не смог пройти отбор в Форт-Брэгг в ряды рейнджеров Армии США. Он перевёлся в 82-ю воздушно-десантную дивизию, однако при выполнении обычного прыжка с парашютом сломал две кости выше копчика и обе большеберцовые кости, что подвело черту под его военной карьерой. В итоге он поступил на курсы черчения в общественный колледж, устроившись подрабатывать в Pizza Hut, но страдая от депрессии; у его брата и сестры к тому моменту намечались серьёзные финансовые проблемы, а встреча с матерью Лори и её новым мужем Биллом завершилась скандалом и переросла в драку. Летом 2006 года Нэтан чуть не совершил суицид, когда ему позвонил отец и попросил о встрече, после которой Николсон-младший и был вовлечён в шпионскую деятельность. Обвинение утверждало, что Гарольд во всех встречах упоминал разные отсылки к библейским сюжетам и фрагменты Священного Писания, чтобы внушить сыну доверие к себе. Нэтан встречался шесть раз с гражданами России с декабря 2006 по декабрь 2008 годов, в том числе и дважды в консульстве в Сан-Франциско. С помощью электронных сообщений с определённой темой он давал знак о назначенной встрече, а полученные за информацию деньги передавал брату, сестре, бабушкам и дедушкам. Гарольд говорил сыну, что ему полагалась определённая «пенсия» от Москвы за его деятельность и что после освобождения он переедет в Россию.
Николсону грозили ещё 20 годами лишения свободы в случае, если его признают виновным в том, что он продолжал передавать секретные сведения даже из тюрьмы. Для дачи показаний его временно освободили из тюрьмы и вызвали в суд по делу сына. В итоге в декабре 2010 года Нэтан был приговорён к 5 годам лишения свободы условно и 100 часам обязательных работ: наказание сократили после сделки со следствием, в рамках которой он обязался сотрудничать со следователями по делу против его отца. Сам же Нэтан в октябре 2010 года заявил психологу, что отец злоупотреблял отношениями с ним:

Для меня отец умер. Я сомневаюсь, что когда-нибудь смогу с ним ещё раз поговорить. Я позволил ослепить себя: я был подобен лобстеру в горшке, который медленно нагревали до точки невозврата.
Оригинальный текст (англ.)This is the death of my father. I doubt I'll ever have the opportunity to talk to him again. I allowed myself to be blindsided. I was like a lobster in a pot heated slowly until it was too late.

18 января 2011 года было сообщено о том, что Гарольд Джеймс Николсон был приговорён ещё к 8 годам лишения свободы. Его признали виновным в сокрытии от правительства работы на иностранное государство и отмывании денег; ещё пять пунктов обвинения были сняты после чистосердечного признания Николсона и сделки со следствием. В 2015 году в свет вышла книга «Сын шпиона» (англ. The Spy's Son) авторства Брайана Денсона (англ. Bryan Denson), в которой рассказывается не только об аресте Николсона, но и о том, как он склонил к работе своего сына Нэтана.

## Николсон в заключении
Николсон неоднократно выражал возмущение сроком своего заключения, утверждая, что вызванная его действиями утечка данных не представляла угрозы для жизни кого-либо из людей. За время своего пребывания в Шеридане он стал ревностным христианином, читавшим Библию и ставившим пьесы к церковным праздникам. Весной 2000 года он познакомился с осуждённым за ограбление банков Филом Квакенбушем (освобождён в 2002 году), который страдал от наркотической зависимости. По воспоминаниям Квакенбуша, Николсон брал печатную машинку и печатал свои мемуары, а также писал книгу об этикете: когда Фил заинтересовался о том, откуда такие познания у Николсона, Гарольд рассказал ему о работе в ЦРУ и о встречах с главами государств и правительств, при этом негативно высказавшись о правительстве и о том, как с ним обращалось ЦРУ в последние годы его работы.
Гарольд Джеймс Николсон отбывал наказание в тюрьме супермаксимальной безопасности «Флоренс» в штате Колорадо. Вышел на свободу 24 ноября 2023 года.